# Philippe I xứ Orléans
Philippe I xứ Orléans (tiếng Pháp: Philippe d'Orléans; 21 tháng 9 năm 1640   - 9 tháng 6 năm 1701), còn gọi là Philippe của Pháp (tiếng Pháp: Philippe de France), là con trai của Louis XIII và Ana của Tây Ban Nha. Anh trai của ông là Vua Louis XIV, nổi tiếng với tôn hiệu là "Vua mặt trời". Ngay từ khi mới chào đời, ông đã được phong Công tước xứ Anjou. Năm 1660, sau cái chết của người chú Gaston, Công tước xứ Orléans, ông đã được trao tước vị Công tước xứ Orléans. Năm 1661, Philippe cũng đã nhận được các lãnh địa công tước Valois và Chartres. Sau chiến thắng của Philippe trong cuộc chiến năm 1671, Vua Louis XIV phong thêm cho ông tước hiệu Công tước xứ Nemours, các lãnh địa Hầu tước ở Coucy và Folembray, cũng như Bá tước của xứ Dourdan và Romorantin. Trong thời gian trị vì của anh trai, ông được biết đến đơn giản là Đức Ông, phong cách truyền thống tại triều đình của Pháp dành cho em trai của nhà vua.
Mặc dù không giấu giếm gì về hành vi đồng tính luyến ái của mình, ông đã kết hôn hai lần và làm cha cho nhiều đứa con. Ông là người sáng lập ra Gia tộc Orleans, một chi nhánh của Gia tộc Bourbon, và do đó là tổ tiên trực tiếp của Louis Philippe I, người trị vì Pháp từ năm 1830 đến 1848 trong Quân chủ tháng Bảy. Thông qua những đứa con của hai cuộc hôn nhân của mình, Philippe trở thành tổ tiên của hầu hết vương gia Công giáo La Mã thời hiện đại, do đó ông có biệt danh là " ông nội của châu Âu ". Điển hình như trong cuộc hôn nhân giữa người con gái út của ông là Élisabeth Charlotte của Orléans với Công tước Leopold xứ Lorraine, đã đưa ông trở thành tổ tiên của Vương tộc Habsburg-Lothringen. Ông cũng là chỉ huy quân sự tại Trận chiến Cassel năm 1677. Thông qua cách ứng xử cẩn thận, Philippe đã tăng cường đáng kể vận may của Gia tộc Orleans.

## Thiếu thời

### Sinh ra và dòng dõi

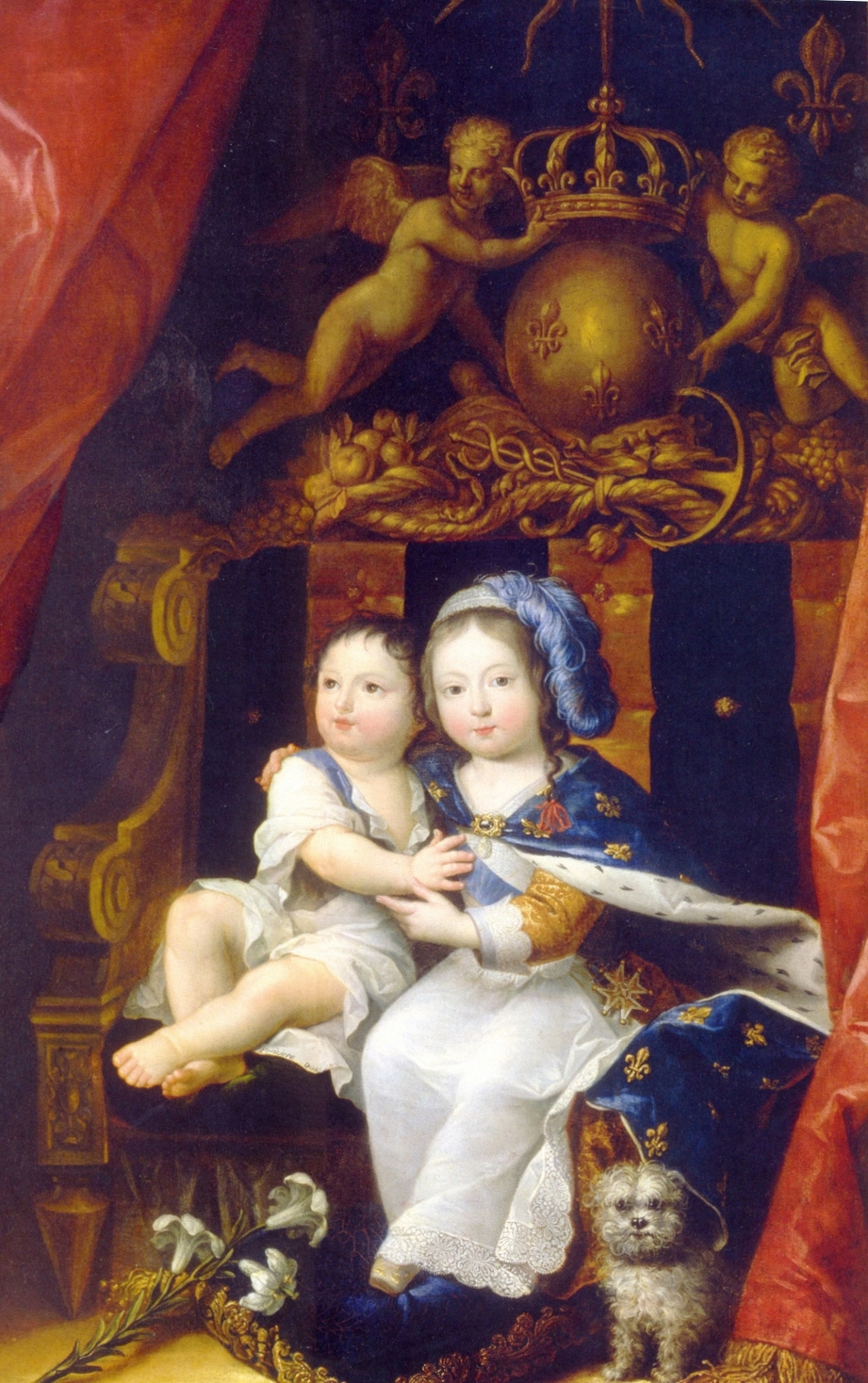
Philippe và anh trai, tương lai là vua Louis XIV của Pháp, được vẽ bởi một họa sĩ vô danh

Philippe sinh ngày 21 tháng 9 năm 1640 tại Château de Saint-Germain-en-Laye ở thị trấn Saint-Germain-en-Laye, Pháp, một ngày trước sinh nhật lần thứ 39 của Vương hậu Ana. Là con trai của một vị vua trị vì, Philippe từ sơ sinh đã giữ cấp bậc của một Vương tử nước Pháp. Như vậy, ông xếp ngay sau anh trai Louis, Thái tử nước Pháp (Dauphin de France), người kế thừa ngai vàng Pháp trước khi Philippe lên ba tuổi. Từ khi sinh ra, Philippe đã đứng thứ hai trên thứ tự thừa kế ngai vàng nước Pháp và được tôn là Vương thân.
Ông được sinh ra với sự chứng kiến của cha mình là Vua Louis XIII của Pháp, Nữ thân vương xứ Condé, và Nữ công tước xứ Vendôme, những thành viên nổi bật của triều đại Bourbon đương thời. Chọ họ của Philippe, Anne Marie Louise d'Orléans, đã ghi trong hồi ký của mình rằng sự ra đời của đứa trẻ được đánh dấu bằng những phát đại bác ăn mừng ở Paris. Một giờ sau khi chào đời, ông được Dominique Séguier, Giám mục xứ Meaux, làm lễ rửa tội riêng cho ông, và được đặt tên là Philippe. Vua Louis XIII đã muốn trao cho đứa trẻ sơ sinh danh hiệu Bá tước xứ Artois để vinh danh chiến thắng gần đây của Pháp ở Arras thuộc Bá quốc Artois. Tuy nhiên, Louis tôn trọng truyền thống và thay vào đó phong cho con trai tước hiệu Công tước xứ Anjou, một tước hiệu thường được phong cho các con trai thứ 2 của các vị vua Pháp kể từ thế kỷ XIV. Sau lễ rửa tội, Philippe được giao cho Françoise de Souvré, Hầu tước de Lansac, chăm sóc cho anh trai của ông, vào năm 1643 là Marie-Catherine de Senecey.

### Đức Ông trẻ (Le Petit Monsieur)

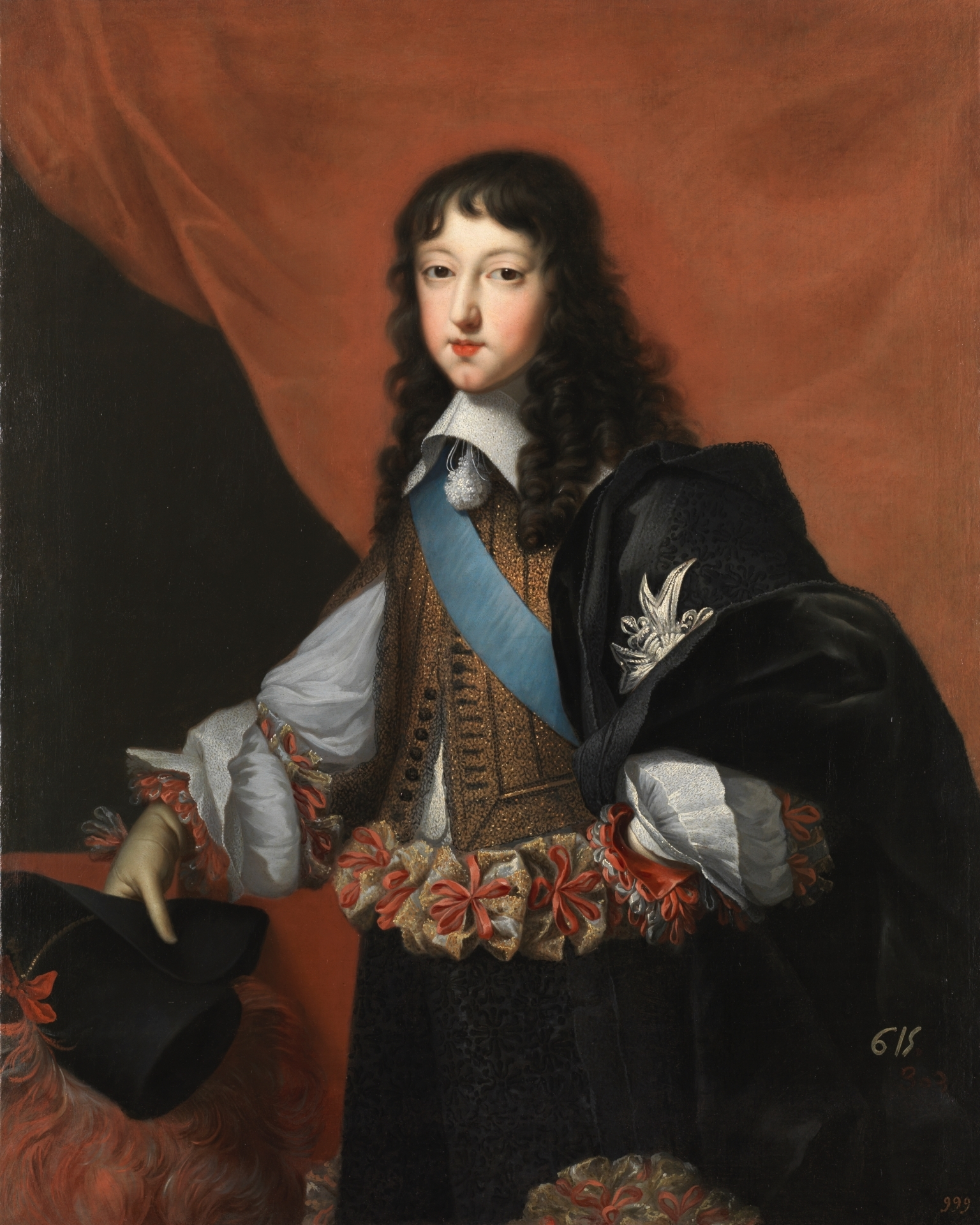
Bức chân dung do Vương hậu Anne gửi cho anh trai cô, Philip IV, vào khoảng k. 1650 được vẽ bởi Jean Nocret

Sau cái chết của vua cha, Louis XIII, vào tháng 5 năm 1643, anh trai của Philippe lên ngôi vua Pháp lấy hiệu là Louis XIV. Mẹ của họ, Thái hậu Ana đã sắp xếp một thỏa thuận chia sẻ quyền lực với Đức Hồng y Mazarin, người đã từng giữ chức vụ Bộ trưởng của Louis XIII. Ana hiện đang kiểm soát hoàn toàn các con của mình, điều mà cô đã ganh đua từ khi chúng chào đời. Là em trai của nhà vua, Philippe được gọi là Đức Ông Trẻ (le Petit Monsieur), vì chú ông, Gaston d'Orléans, người cũng là em trai của một vị vua Pháp, vẫn còn sống, được gọi là le Grand Monsieur. Mãi đến năm 1660 sau cái chết của Gaston, Philippe mới được biết đến đơn giản là Đức Ông hay Công tước xứ Orleans.
Vương tử Philippe được công nhận là có ngoại hình hấp dẫn, tình cảm và thông minh. Nữ công tước xứ Montpensier gọi anh là "đứa trẻ xinh đẹp nhất thế giới", trong khi bạn của mẹ anh và cũng là người bạn tâm giao, Madame de Motteville, sau này nói về Philippe rằng anh đã sớm thể hiện một "trí thông minh hoạt bát". Từ năm 1646 trở đi, Philippe đã trải qua một phần thời thơ ấu của mình tại Hôtel de Villeroy ("Cremerie de Paris"), nhà của Nicolas de Villeroy, gia sư của anh trai ông là Louis XIV. Bọn trẻ chơi ở đó với Catherine de Villeroy và François de Villeroy.
Vào mùa thu năm 1647, lúc 7 tuổi, Philippe mắc bệnh đậu mùa, nhưng đã bình phục và dưỡng bệnh tại Palais-Royal. Một năm sau, ông không còn nhận được sự chăm sóc bởi các nữ gia sư và vào ngày 11 tháng 5 năm 1648, ông tiến hành nghi lễ chính thức đầu tiên khi ông được rửa tội công khai tại Cung điện Hoàng gia. Cha mẹ đỡ đầu của ông là chú Gaston và dì là Vương hậu Henriette Marie của Anh. Sau đó, ông được giao cho François de La Mothe Le Vayer và Abbé de Choisy chăm sóc. Ông cũng được giáo dục bởi César, duc de Choiseul. Các gia sư của anh ấy đã được chọn bởi Hồng y Mazarin, người được mẹ Philippe tin tưởng và giao cho toàn quyền về giáo dục cho vương tử. Giáo dục của ông nhấn mạnh ngôn ngữ, lịch sử, văn học, toán học và khiêu vũ. Mặc dù có một gia đình riêng, hành vi của vương tử vẫn bị mẹ mình và Hồng y Mazarin theo dõi chặt chẽ, người đảm bảo rằng Philippe không có quyền tự do tài chính đáng kể nào từ vương quyền.

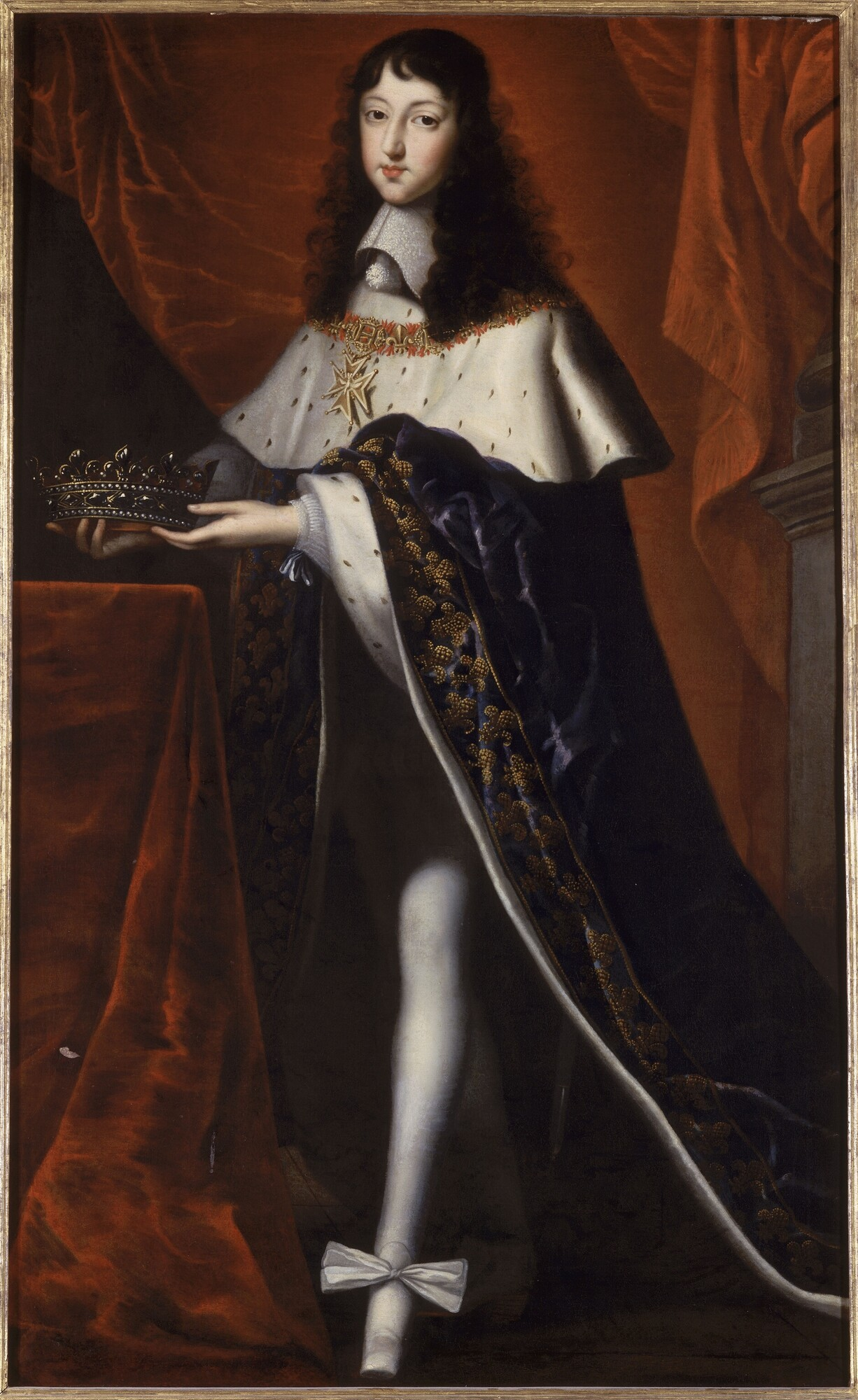
Philippe mặc trang phục cho lễ đăng quang của anh trai mình, bởi một nghệ sĩ vô danh

Khi Philippe lên 8 tuổi, cuộc nội chiến được gọi là Fronde bắt đầu ở Pháp. Nó kéo dài đến năm 1653, qua hai giai đoạn chính: Fronde Parlementaire (1648–1649) và Fronde des Nobles (1650–1653). Trong cuộc xung đột, gia đình hoàng gia buộc phải rời khỏi Paris vào đêm ngày 9 tháng 2 năm 1651 vì sự an toàn của Saint-Germain-en-Laye nhằm tránh một cuộc nổi dậy của giới quý tộc chống lại Hồng y Mazarin. Khi hòa bình trở lại, Philippe quyết định chuyển hộ gia đình của mình đến Palais des Tuileries, trước đây là nơi ở của Nữ công tước xứ Montpensier đối diện với Palais Royal. Khi Vua Louis XIV đăng quang vào ngày 7 tháng 6 năm 1654, Philippe là người nhận vinh dự đặt vương miện của Vương quốc Pháp lên đầu anh trai mình. Trong suốt cuộc đời, Philippe nổi tiếng là người yêu thích nghi thức và sự lộng lẫy, đảm bảo rằng tất cả các chi tiết nghi lễ đều được tôn trọng.
Vào cuối tháng 6 năm 1658, Louis lâm bệnh nặng. Được cho là mắc bệnh thương hàn, Louis gần như được tuyên bố là đã chết, nhưng vào giữa tháng 7, ông bắt đầu hồi phục. Căn bệnh khiến Philippe, người thừa kế ngai vàng, trở thành trung tâm của sự chú ý. Vì sợ lây nhiễm, Philippe không thể gặp anh trai mình. Trong cơn khủng hoảng, Vương hậu Anne trở nên thân thiết với cậu con trai út hơn, thể hiện tình cảm với cậu nhiều hơn. Sau khi Louis hồi phục, Philippe một lần nữa bị bỏ mặc cho các gia sư của riêng mình. Sau đó vào năm 1658, Philippe thực hiện giao dịch mua quan trọng nhất của mình, Château de Saint-Cloud, một tòa nhà cách Paris khoảng 10 km về phía Tây. Vào ngày 8 tháng 10 năm 1658, chủ sở hữu của nó là Barthélemy Hervart đã tổ chức một bữa tiệc thịnh soạn tại Saint-Cloud để vinh danh gia đình hoàng gia. Khoảng hai tuần sau, vào ngày 25 tháng 10, Philippe mua bất động sản này với giá 240.000 livre vàng. Ông ngay lập tức bắt tay vào tổ chức cải tạo nơi lúc đó là một biệt thự nhỏ.

## Công tước xứ Orléans
Khi chú ông, Gaston d'Orléans qua đời vào tháng 2 năm 1660, tước hiệu Công tước xứ Orléans đã bỏ trống, vì Gaston không có con trai thừa kế. Xứ Orleans là một trong những lãnh địa được đánh giá cao nhất của thời kỳ đó, và theo truyền thống được ban cho người anh em của nhà vua. Do đó, sau cái chết của Gaston, Philippe đã tiếp nhận tước phong Công tước xứ Orleans và Vua Louis XIV đã trao cho Philippe tước hiệu chính thức vào ngày 10 tháng 5 năm 1661, cùng với các tước hiệu phụ Công tước xứ Valois và Công tước xứ Chartres, tất cả các tước hiệu này đã đăng ký tại Nghị viện Paris. Ông cũng được phong là Lãnh chúa xứ Montargis.
Để ngăn cản kiểu mối quan hệ nóng nảy đã phát triển giữa Louis XIII và em trai của ông ta là Gaston, Thái hậu Anne và Hồng y Mazarin đã đưa ra chính sách riêng nhằm ngăn Philippe theo đuổi những tham vọng có thể dẫn đến sự cạnh tranh hoặc bất chấp nhà vua. Ngoài quyền hành của mình, anh ta không được trao quyền tự do tài chính đáng kể nào từ Vương quyền. Sau đó, với tài sản vốn đã giàu có của mình, Philippe muốn bổ sung thêm quyền Bá tước xứ Blois, với Château de Chambord thuộc quyền sở hữu của nó, và quyền thống đốc xứ Languedoc, nhưng cả hai đều bị vua anh từ chối.

## Hôn nhân và đời sống tình ái

### Xu hướng tính dục
Trong thời thơ ấu, Vuong hậu Ana hay gọi Philippe bằng những biệt danh như "cô bé của tôi" và khuyến khích ông mặc quần áo nữ - một thói quen sẽ theo ông suốt đời. Tin đồn trong cung nói rằng cháu trai của Hồng y Mazarin Philippe Jules Mancini, Công tước xứ Nevers, đã là "người đầu tiên [đã] làm hỏng" Philippe trong cái được gọi là "phó tướng Ý" - tiếng lóng đương thời cho đồng tính luyến ái nam. Phillippe chắc chắn đã có những liên hệ đầu tiên vào năm 1658 với Philippe de Lorraine, được biết đến với cái tên Hiệp sĩ de Lorraine, người tình nam mà anh sẽ thiết lập sự gắn bó tình cảm trong suốt cuộc đời mình. Do sự phản trắc của Gaston trong phong trào Fronde cũng như các sự đề phòng khác, hoạt động đồng tính luyến ái của Philipe được coi là làm giảm bất kỳ mối đe dọa tiềm tàng nào có thể đã đặt ra cho anh trai của mình.

### Kết hôn vớiHenrietta nước Anh
Sau cuộc hôn nhân của Louis XIV với María Teresa của Tây Ban Nha vào ngày 9 tháng 6 năm 1660, Thái hậu Ana đã chú ý đến cuộc hôn nhân của Philippe. Trước đây, ông đã được khuyến khích kết hôn với người chị họ của mình là Nữ công tước xứ Montpensier, con gái lớn của Gaston với người vợ đầu tiên, Marie de Bourbon. Nữ công tước thường được gọi tại cung đình là Công nương (Mademoiselle), có một tài sản riêng khổng lồ và trước đó đã từ chối những người cầu hôn như Charles II của Anh. Sinh năm 1627, cô là người thừa kế duy nhất của mẹ cô đã chết khi sinh con. Mademoiselle đã từ chối kết hôn, phàn nàn rằng Philippe luôn ở gần mẹ như thể anh ta "như một đứa trẻ". Mademoiselle thay vì vẫn chưa lập gia đình. Philippe sau đó được sắp đặt kết hôn với người chị em họ khác, Vương nữ Henrietta của Anh, con út của Vua Charles I của Anh với Vương hậu Henriette Marie, là dì của Philippe và đã tị nạn tại cung đình Pháp sau khi Vương nữ Henrietta ra đời năm 1644. Họ sống ở Vương cung và tại Palais du Louvre. Năm 1660, Gia tộc Stuart trở lại ngai vàng nước Anh dưới thời anh trai Charles II, Vương nữ Henrietta trở về Anh để thăm chị gái của mình, Mary Henrietta, Vương nữ Vương thất, người sau đó bị mắc bệnh đậu mùa và qua đời. Cung đình Pháp đã chính thức yêu cầu bàn tay của Henrietta thay mặt Philippe vào ngày 22 tháng 11 năm 1660 khi cô đang ở Anh. Cặp đôi đã ký hợp đồng hôn nhân tại Vương gia Palais vào ngày 30 tháng 3 năm 1661. Buổi lễ diễn ra vào ngày hôm sau trong cùng tòa nhà trước các thành viên được lựa chọn của tòa án. Của hồi môn được hứa hẹn là một con số khổng lồ 840.000. Được biết đến với cái tên là Henriette d'Angleterre ở Pháp và Minette với những người thân thiết của mình, cô thường được gọi chính thức là Lệnh bà (Madame) và được cung đình yêu mến.

### Kết hôn với Liselotte von der Pfalz

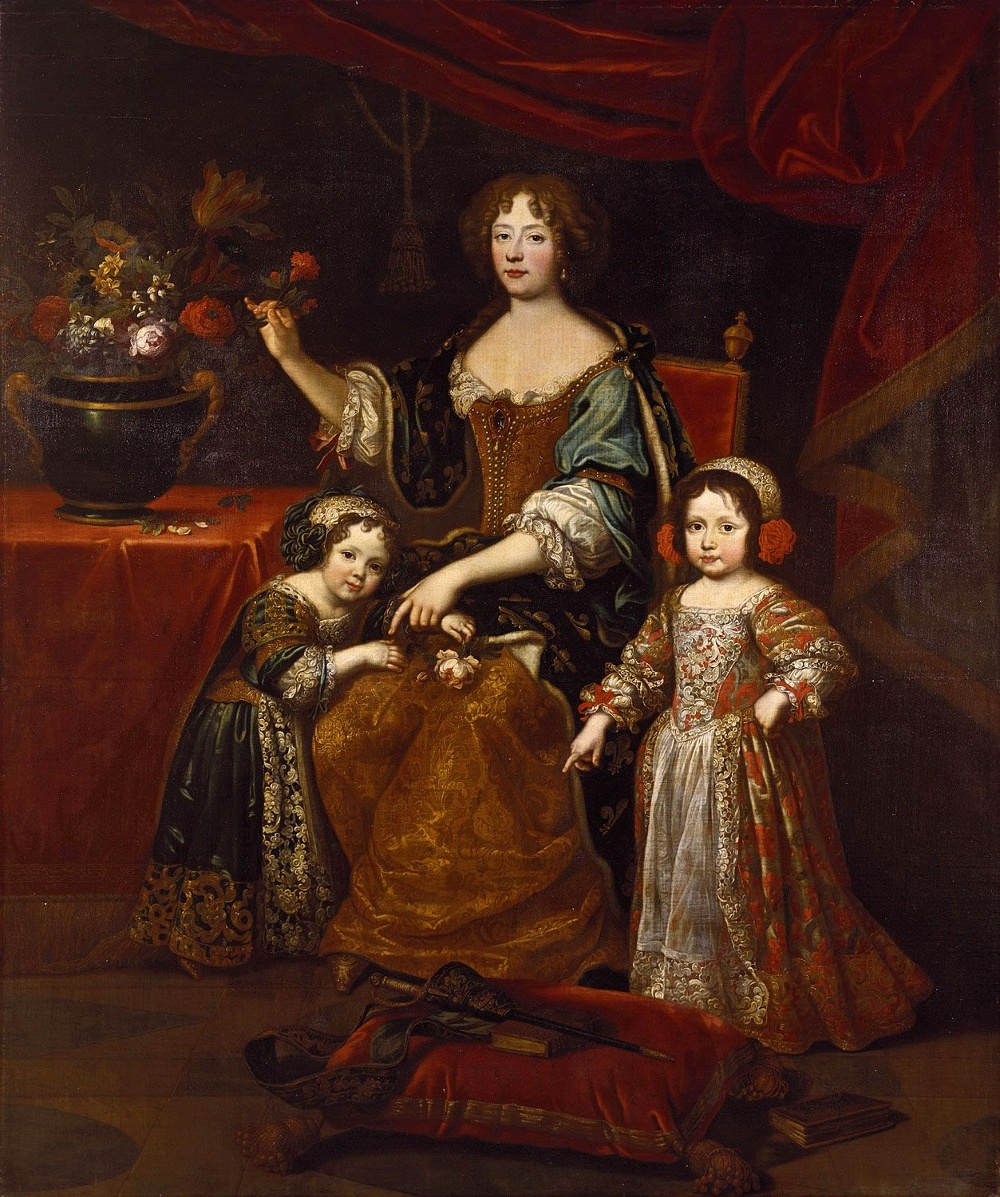
Elizabeth Charlotte với hai đứa con của cô ấy với Philippe, k. 1679 và bởi Pierre Mignard

Sau khi Vương nữ Henrietta chết do chứng viêm loét đường ruột (30 tháng Sáu 1670), năm 1671 Philippe kết hôn với Elisabeth Charlotte, còn gọi là Liselotte, con gái của Tuyển hầu Palatine. Cô ấy không có ngoại hình hấp dẫn nên khi Philippe lần đầu tiên nhìn thấy cô, ông được cho là đã nhận xét "làm thế nào tôi có thể ngủ với cô ấy?" Những lá thư của cô ghi lại việc cô ly thân với Philippe theo yêu cầu của ông sau khi họ sinh con và cô bất đắc dĩ lặng lẽ chịu đựng sự hiện diện của những người tình đồng giới của Philipe trong gia đình của họ.
Cặp đôi rất hạnh phúc trong những năm đầu chung sống. Chevalier de Lorraine đang ở Ý, nhưng quay trở lại vào mùa xuân năm 1672. Mang thai vào cuối năm đó, Elizabeth Charlotte sinh một con trai vào tháng 6 năm 1673, đặt tên là Alexandre Louis và được phong tước Công tước xứ Valois. Tuy nhiên, đứa trẻ đã chết vào năm 1676. Con trai thứ hai, Philippe Charles được sinh ra đời sau đó vào năm 1674, và tiếp theo là cô con gái, Élisabeth Charlotte, vào năm 1676. Đến lúc này, cả hai đồng ý ngủ riêng giường. Elizabeth Charlotte được khen ngợi là một mẹ tuyệt vời. Con trai thứ hai của Philippe với Elizabeth Charlotte, được gọi phong Công tước xứ Chartres cho đến khi ông thừa kế tước vị Công tước xứ Orléans vào năm 1701, sau đó giữ chức Nhiếp chính của Pháp trong thời kỳ Vua Louis XV chưa đủ tuổi để cai trị vương quốc. Elizabeth Charlotte đóng vai trò là mẹ của các con của Philippe với Henrietta và duy trì thư từ với chúng cho đến khi bà qua đời.